# 大野遥斗
大野 遥斗（おおの はると、2011年1月15日 - ）は、日本の男性子役。スターダストプロモーション制作1部所属。

## 人物
趣味
キャンプ、ゲーム、サッカー、体操。
特技
英語の歌を歌うこと。

## 出演

### テレビドラマ
- 仮面ライダーセイバー 第7章・第8章（2020年10月18日・25日、テレビ朝日）- 新堂倫太郎役（幼少期）[3]
- 夜ドラ 柚木さんちの四兄弟。（2024年5月28日 - 7月18日、NHK総合） - 柚木尊 役[4]
- 大河ドラマ 光る君へ 第30回（2024年8月4日、NHK） - 藤原頼通（幼少期） 役[5][6]

### 映画
- 若き見知らぬ者たち（2024年10月11日、クロックワークス） - 風間壮平（少年時代） 役[7][8]

### その他のテレビ番組
- 天才てれびくんhello,（NHK Eテレ）[1]
  - 電空物語[注釈 2]（2022年1月17日 - 2022年1月19日[9][10][11]、2022年2月16日[12]） - そのまの同級生・大野遥斗 役[13]
  - レギュラー出演（2022年4月4日 - 2023年3月29日） - てれび戦士[14]

### CM・広告
- ベネッセコーポレーション「進研ゼミ小学講座」（2021年）[要出典]
- 栄光ゼミナール（2024年）[1]

### アーティスト活動
- EBiDAN NEXT TOKYO
- CZ'21（2021年 - 2022年3月[15]）
- CZ'22（2022年4月 - 2023年3月）

## 書籍

### 雑誌連載
- ニコ☆プチ（2023年 - 、新潮社） - メンズモデル[16]